# Theope fayneli
Espèce
Theope fayneli est une espèce d'insectes lépidoptères appartenant à la famille  des Riodinidae et au genre Theope.

## Taxonomie
Theope fayneli a été décrit par Jean-Yves Gallard en 2002.

### Sous-espèces
- Theope fayneli fayneli
- Theope fayneli minimus Gallard, 2002; présent en Guyane[1].

## Description
Theope fayneli est un petit papillon au dessus marron foncé à la base des ailes légèrement poudrée d'argent.
Le revers est de couleur marron strié d'un fin réseau de lignes beige avec une ligne submarginale incomplète de discrets ocelles.

## Écologie et distribution
Theope fayneli est présent en Amérique du Sud sous forme de deux isolats, un en Guyane et un en Bolivie. Il a été identifié en Équateur

### Biotope
Il se rencontre en lisière de forêt dans les buissons en fleurs de Cordia schomburgkii.

### Protection
Pas de statut de protection particulier.